# 정성주 (극작가)
정성주(鄭聖珠, 1956년 7월 25일~)는 대한민국의 드라마 작가이다.
이화여자대학교 가정학과에서 이학사 학위를 받은 그녀는 기타리스트 겸 작곡가 이승희와 결혼을 하였고 부군 이승희는 2000년 3월 사망하였다.
1979년 동아일보 신춘문예 희곡 부문에 〈하늘이여〉가 당선되면서 작가 활동을 시작하였다.

## 학력
- 이화여자대학교 가정학과 학사

## 작품 활동

### 텔레비전 드라마

#### 연속 드라마
- MBC 《우리들의 천국》(1990년 10월 26일~1994년 4월 8일)
- MBC 《매혹》(1992년 11월 13일~1993년 2월 5일)
- MBC 《큰 언니》(1994년 10월 31일~1995년 4월 15일)
- MBC 《이혼하지않는 이유 》(1996년 1월 31일 ~ 1996년 4월 18일
- MBC 《신데렐라》(1997년 4월 26일~1997년 7월 13일)
- MBC 《추억》(1998년 6월 1일~1998년 8월 11일)
- MBC 《장미와 콩나물》(1999년 3월 13일~1999년 9월 5일)
- MBC 《아줌마》(2000년 9월 18일~2001년 3월 20일)
- SBS 《애정만세》(2003년 10월 25일~2004년 4월 18일)
- MBC 《변호사들》(2005년 7월 4일~2005년 8월 23일)
- SBS 《마이 러브》(2006년 10월 27일~2007년 1월 5일)
- JTBC 《아내의 자격》(2012년 2월 29일~2012년 4월 19일)
- JTBC 《밀회》(2014년 3월 17일~2014년 5월 13일)
- SBS 《풍문으로 들었소》(2015년 2월 23일~2015년 6월 2일)
- 넷플릭스 《종말의 바보》(2022년 방송예정)

#### 단막극
- MBC 베스트극장 《문 밖에서》(1991)
- MBC 베스트극장 《풍경》(1992)
- MBC 베스트극장 《비련》(1995)
- MBC 베스트극장 《사랑이 흔들릴 때》(1995)

## 수상 내역
- 제3회 에이판 스타 어워즈 작가상(밀회)
- 제50회 백상예술대상 극본상(밀회)
- 제36회 백상예술대상 극본상(장미와 콩나물)
- 2001 자랑스러운 이화언론인상[4]